# Ouézy
Ouézy és un municipi francès situat al departament de Calvados i a la regió de Normandia. L'any 2007 tenia 238 habitants.

## Demografia

### Població
El 2007 la població de fet d'Ouézy era de 238 persones. Hi havia 84 famílies de les quals 12 eren unipersonals (4 homes vivint sols i 8 dones vivint soles), 32 parelles sense fills i 40 parelles amb fills.
La població ha evolucionat segons el següent gràfic:
Habitants censats

### Habitatges
El 2007 hi havia 99 habitatges, 84 eren l'habitatge principal de la família, 10 eren segones residències i 5 estaven desocupats. 97 eren cases i 2 eren apartaments. Dels 84 habitatges principals, 75 estaven ocupats pels seus propietaris, 8 estaven llogats i ocupats pels llogaters i 1 estava cedit a títol gratuït; 3 tenien dues cambres, 8 en tenien tres, 25 en tenien quatre i 48 en tenien cinc o més. 63 habitatges disposaven pel capbaix d'una plaça de pàrquing. A 29 habitatges hi havia un automòbil i a 52 n'hi havia dos o més.

## Economia
El 2007 la població en edat de treballar era de 149 persones, 101 eren actives i 48 eren inactives. De les 101 persones actives 94 estaven ocupades (58 homes i 36 dones) i 7 estaven aturades (4 homes i 3 dones). De les 48 persones inactives 22 estaven jubilades, 11 estaven estudiant i 15 estaven classificades com a «altres inactius».

### Ingressos
El 2009 a Ouézy hi havia 88 unitats fiscals que integraven 232 persones, la mediana anual d'ingressos fiscals per persona era de 20.013,5 €.

### Activitats econòmiques
Dels 9 establiments que hi havia el 2007, 5 eren d'empreses de construcció, 2 d'empreses de comerç i reparació d'automòbils, 1 d'una empresa de transport i 1 d'una entitat de l'administració pública.
Dels 4 establiments de servei als particulars que hi havia el 2009, 1 era un paleta i 3 guixaires pintors.

## Equipaments sanitaris i escolars
L'únic equipament sanitari que hi havia el 2009 era un hospital de tractaments de mitja durada (seguiment i rehabilitació).

## Poblacions més properes
El següent diagrama mostra les poblacions més properes.